# Jani Lane
Jani Lane, eigentlich John Kennedy Oswald, (* 1. Februar 1964 in Akron, Ohio; † 11. August 2011 in Los Angeles, Kalifornien) war ein US-amerikanischer Rocksänger. Er war lange Zeit Frontmann und wichtigster Songschreiber der Glam-Metal-Band Warrant. 

## Karriere
Jani Lane wurde als John Kennedy Oswald in Akron geboren. Er besuchte die Field High School bei Mogadore und betätigte sich schon früh als Musiker. Nachdem er mit seiner ersten Band Cyren in Ohio eine gewisse regionale Bekanntheit als Schlagzeuger erreicht hatte, zog er 1983 nach Florida. Dort nahm er den Künstlernamen „Jani Lane“ an und wechselte vom Schlagzeug zum Gesang. 
1985 siedelte Lane nach Los Angeles über und stieg ein Jahr später als Sänger bei Warrant ein, wo er bald auch die Rolle des Songwriters übernahm. Es folgte eine ausgesprochen erfolgreiche Zeit mit mehreren Gold- und Platin-Schallplatten. 1993 verließ Lane die Band zum ersten Mal, kehrte im Jahr darauf aber wieder zurück. Wegen persönlicher und geschäftlicher Differenzen kam es 2004 erneut zum Ausstieg und nach einer kurzen Rückkehr im Januar 2008 kehrte er der Band im September des Jahres dann endgültig den Rücken. 
Lane war in dieser Zeit auch als Solokünstler tätig. Sein erstes offizielles Solo-Album Back Down to One erschien im Juni 2003. Als Songschreiber trat er abseits von Warrant etwa mit dem Titel "The One That Got Away" in Erscheinung, den er zusammen mit Keri Kelli für das Album Along Came a Spider von Alice Cooper schrieb. Weiterhin war er Mitglied des Hard-Rock-Projekts Saints of the Underground und tourte im Sommer 2010 als Ersatz für Jack Russell mit der Band Great White.
Am 11. August 2011 wurde Lane, der schon mehrmals wegen Alkoholdelikten verhaftet worden war, im Alter von 47 Jahren im Comfort Inn Hotel in Woodland Hills tot aufgefunden. Die Todesursache war zunächst noch unklar, wurde später aber als Alkoholvergiftung angegeben.

## Diskografie
Alben (Solo)
- 2003: Back Down to One

Singles
- 1991: Voices That Care (mit anderen)